# Leptobasis melinogaster
Leptobasis melinogaster är en trollsländeart som beskrevs av González-soriano 2002. Leptobasis melinogaster ingår i släktet Leptobasis och familjen dammflicksländor. IUCN kategoriserar arten globalt som otillräckligt studerad. Inga underarter finns listade i Catalogue of Life.